# Konami Dual 68000 Based Hardware
Konami Dual 68000 Based Hardware es una placa de arcade creada por Konami destinada a los salones arcade.

## Descripción
El Konami Dual 68000 Based Hardware fue lanzada por Konami en 1986.
Posee dos procesadores 6800.
En esta placa funcionaron 2 títulos.

## Especificaciones técnicas

### Procesador
- 2x 68000

## Lista de videojuegos
- Hot Chase
- WEC Le Mans 24